# プロ・パトリア (機雷敷設艦)
| 「プロ・パトリア」  |                                                   |
| 艦歴                |                                                   |
| 計画                |                                                   |
| 起工                | 1920年起工                                        |
| 進水                | 1922年7月17日                                     |
| 竣工                | 1923年                                            |
| 喪失                | 1942年2月15日                                     |
| 除籍                |                                                   |
| 性能諸元 （竣工時） |                                                   |
| 排水量              | 基準：537トン 常備：612トン                       |
| 全長                | 47.0m                                             |
| 全幅                | 8.6m                                              |
| 吃水                | 2.8m                                              |
| 機関                | 形式不明円缶1基 +三段膨脹型レシプロ機関1基1軸推進 |
| 最大 出力           | 650hp                                             |
| 速力                | 10.0ノット                                        |
| 航続距離            |                                                   |
| 乗員                | 61名                                              |
| 兵装                | 7.5cm単装速射砲1基 12.7mm単装機銃2丁 機雷60発     |

プロ・パトリア（Pro Patria）は、オランダ海軍機雷敷設艦。

## 艦歴
1920年起工、1922年7月17日進水、1923年8月20日就役。スラバヤで建造。第二次世界大戦発生時蘭印配備、機雷敷設に従事。1942年2月15日パレンバンで自沈。

## 参考図書
- 「Conway All The World's Fightingships 1906–1921」（Conway）
- 「Conway All The World's Fightingships 1922-1946」（Conway）